# Miconia mutisiana
Miconia mutisiana är en tvåhjärtbladig växtart som beskrevs av Markgr.. Miconia mutisiana ingår i släktet Miconia och familjen Melastomataceae. Inga underarter finns listade i Catalogue of Life.